# Eyk Pokorny
Eyk Pokorny (* 22. November 1969 in Berlin) ist ein deutscher Radsport-Trainer und ehemaliger deutscher Bahnradsportler.

## Radsport-Laufbahn
Pokorny begann 1980 in der BSG Rotation Berlin mit dem Radsport.
Eyk Pokorny war von 1990 bis 2001 Mitglied der Bahn-Nationalmannschaft des Bundes Deutscher Radfahrer. Im Laufe seiner Karriere wurde er zweimal Weltmeister (1987 als Junior im Sprint), achtmal Deutscher Meister, fünf Mal Weltcupsieger, dreimal Vizeweltmeister und dreimal Europameister in Sprint, Tandemsprint und Teamsprint (mit Jens Fiedler und Sören Lausberg).
Pokornys größter Erfolg war der Gewinn des Titels im Tandem bei den Bahnradsport-Weltmeisterschaften 1991 in Stuttgart mit Emanuel Raasch. 1994 gewann er den Großen Preis von Berlin. 1988 gewann er den Großen Preis von Polen für Bahnsprinter. 1993, 1996, 2000 und 2001 siegte er im Großen Preis von Deutschland.

## Trainerlaufbahn

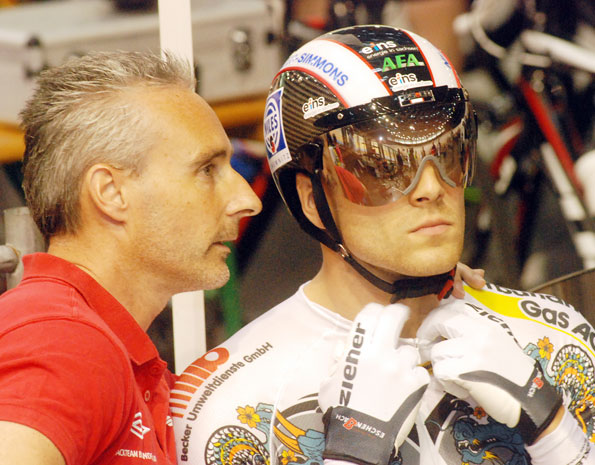
Pokorny als Betreuer von Maximilian Levy

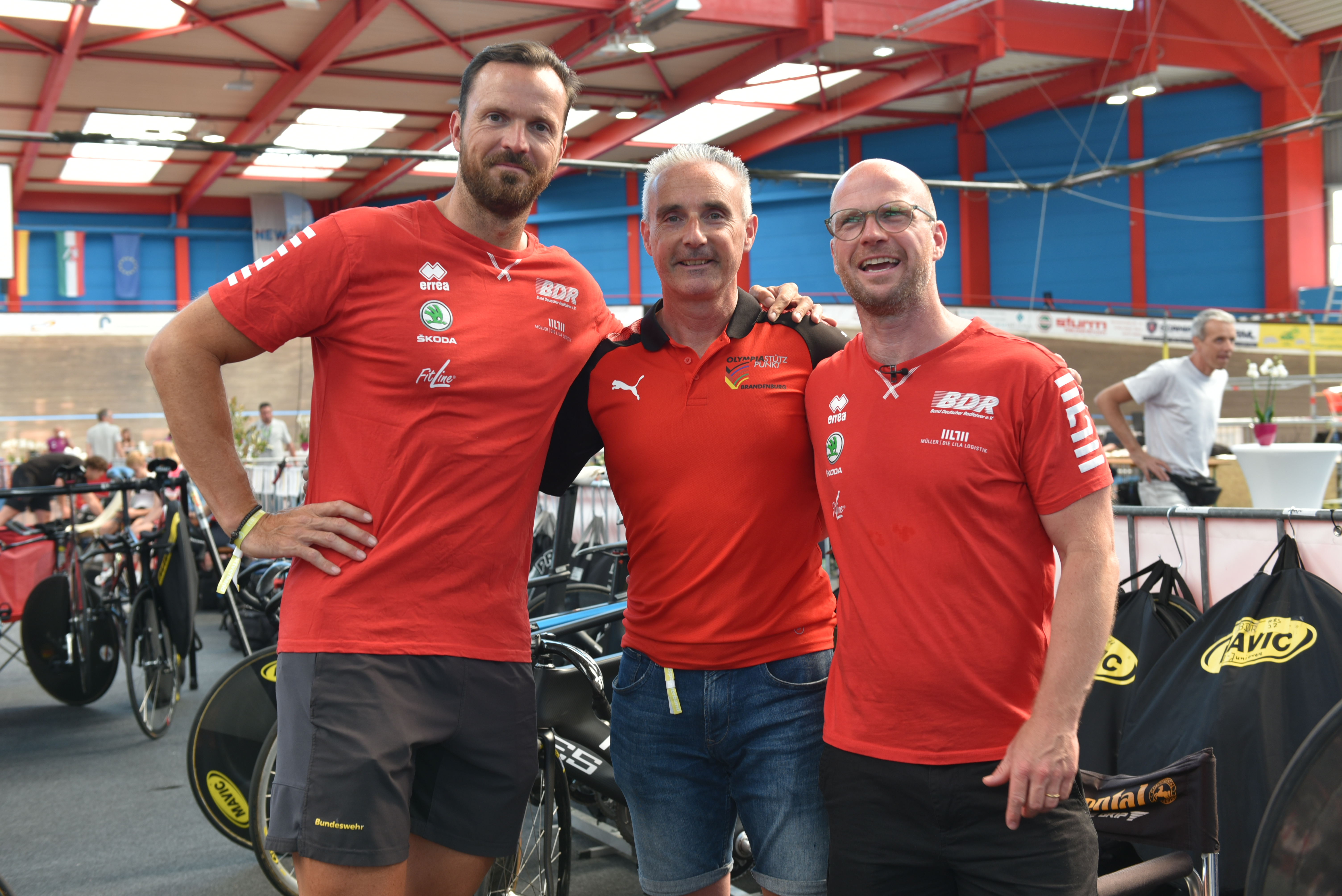
Eyk Pokorny mit seinen Trainerkollegen Carsten Bergemann (l.) und Jan van Eijden (2022)

Seit November 2005 ist Eyk Pokorny neben anderen Tätigkeiten als Landestrainer Radsprint beim Olympiastützpunkt Cottbus/Frankfurt O. tätig und betreute u. a. Keirin-Weltmeister Maximilian Levy. Im November 2013 beendete er erfolgreich an der Trainerakademie Köln des Deutschen Olympischen Sportbundes in Köln das Studium zum Diplom-Trainer. Am 14. Dezember 2013 wurde er in Potsdam als Trainer des Jahres von Brandenburg ausgezeichnet. Bis zu diesem Zeitpunkt hatten von ihm betreute Sportler 26 internationale Medaillen errungen.

## Erfolge
1986
- Junioren-Weltmeisterschaft – Sprint

1987
- Junioren-Weltmeister – Sprint

1991
- Weltmeister – Tandemrennen (mit Emanuel Raasch)
- Deutscher Meister – Tandemrennen (mit Emanuel Raasch)

1992
- Deutscher Meister – Tandemrennen (mit Emanuel Raasch)

1993
- Weltmeisterschaft – Sprint

1995
- Europameister – Omnium Sprint

1997
- Weltmeisterschaft – Teamsprint (mit Jan van Eijden und Sören Lausberg)
- Europameister – Sprint-Omnium
- Deutscher Meister – Sprint, Teamsprint (mit Jan van Eijden und Sören Lausberg)

1998
- Weltmeisterschaft – Teamsprint (mit Stefan Nimke und Sören Lausberg)
- Weltcup in Berlin – Teamsprint (mit Jens Fiedler und Sören Lausberg)

1999
- Weltmeisterschaft – Teamsprint (mit Stefan Nimke und Sören Lausberg)
- Deutscher Meister – Teamsprint (mit Jan van Eijden und Jens Fiedler)

2001
- Deutscher Meister – Teamsprint (mit Sören Lausberg und Jens Fiedler)